# Herbert Schmalz
Pour les articles homonymes, voir Schmalz.
 (août 2014).
Si vous disposez d'ouvrages ou d'articles de référence ou si vous connaissez des sites web de qualité traitant du thème abordé ici, merci de compléter l'article en donnant les références utiles à sa vérifiabilité et en les liant à la section « Notes et références ».

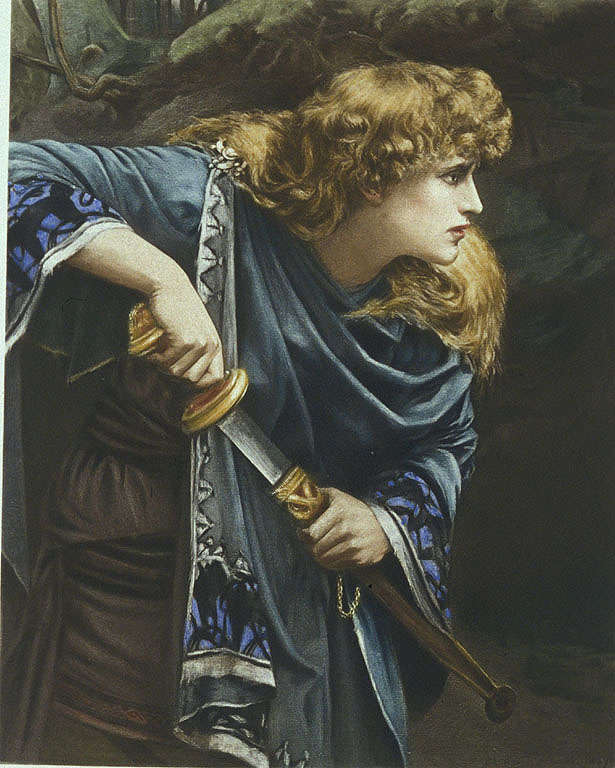
Imogène (1888).

Herbert Gustave Schmalz (1856-1935), qui s'est lui-même nommé Herbert Carmichael en 1918, était un peintre britannique. Il est rattaché au courant préraphaélite.